# Hellalive
Hellalive è un album dal vivo del gruppo musicale statunitense Machine Head, pubblicato l'11 marzo 2003 dalla Roadrunner Records.

## Tracce
1. Bulldozer – 5:01
2. The Blood, the Sweat, the Tears – 4:16
3. Ten Ton Hammer – 5:01
4. Old – 4:59
5. Crashing Around You – 5:31
6. Take My Scars – 5:04
7. I'm Your God Now – 6:22
8. None But My Own – 7:16
9. From This Day – 5:09
10. American High – 3:34
11. Nothing Left – 5:33
12. The Burning Red – 6:09
13. Davidian – 6:00
14. Supercharger – 7:32

## Formazione
- Robb Flynn - voce, chitarra
- Ahrue Luster - chitarra
- Adam Duce - basso
- Dave McClain - batteria